# Walter von Soosten
Walter von Soosten, född 14 maj 1895 i Pasewalk, död 12 oktober 1945 i Vršac, var en tysk SS-Obersturmbannführer och överstelöjtnant i Schutzpolizei. Han var under andra världskriget bland annat kommendör för Ordnungspolizei (Orpo) i Galizien och Jugoslavien.

## Biografi
von Soosten stred i första världskriget och gick 1919 in i en frikår. Därefter inledde han sin polistjänstgöring. Han inträdde i NSDAP i mars 1933 och i SS i maj 1939.
Efter andra världskrigets utbrott i september 1939 blev von Soosten kommendör för Polisbataljon 122. Året därpå var han verksam vid polisförvaltningen i Dortmund och Saarbrücken. I november 1941 utsågs han till kommendör för Ordnungspolizei (Kommandeur der Ordnungspolizei, KdO) i distriktet Lublin i Generalguvernementet. Där verkställde han Schießbefehl ("skjutorder") mot distriktets judar. I början av juni 1942 efterträdde von Soosten Joachim Stach som kommendör för Ordnungspolizei i distriktet Galizien i Generalguvernementet och kom där att spela en betydelsefull roll för genomförandet av den slutgiltiga lösningen.
Under andra världskrigets sista år var von Soosten befälhavare för Ordnungspolizei (Befehlshaber der Ordnungspolizei, BdO) i Jugoslavien. Han greps 1945 av jugoslaviska myndigheter och internerades i ett krigsfångläger, där han avled samma år.